# 시먼딩

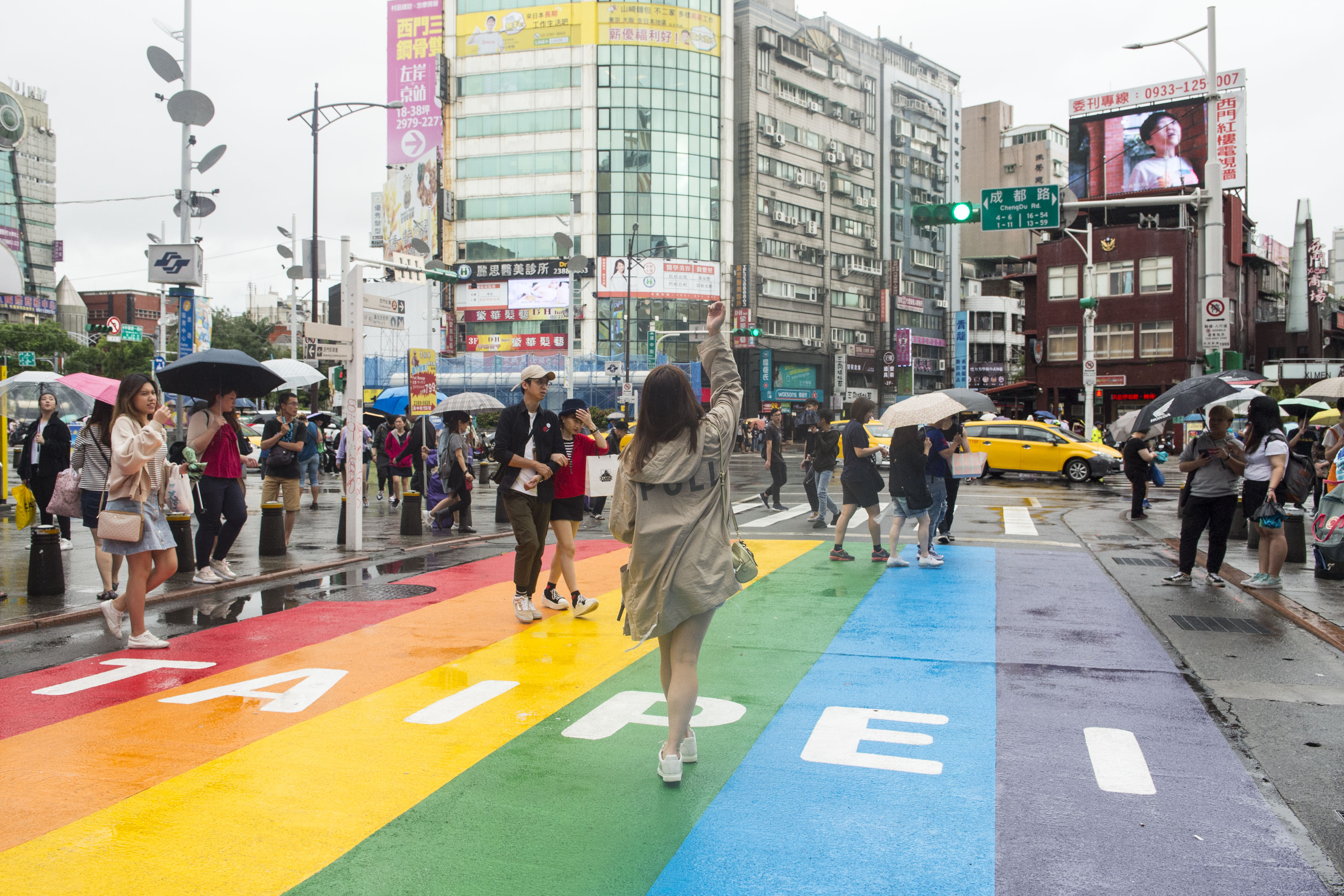
시먼딩

시먼딩(영어: Ximending)은 대만의 수도 타이베이시 완화구에 있는 구역이다. 타이완의 명동 또는 시부야라고 불리며, 시먼딩은 세계에서 매우 유명한 관광 명소이자 쇼핑 지구로 국제 관광객과 젊은이들에게 매우 인기가 있으며 국제 관광객이 대만에 올 때 꼭 방문해야 하는 곳이기도 합니다. 다양한 스티커 사진 기계, 핸드폰, 액서서리, 피규어 전문점, 문신거리, 연예인 물품점, 영화관, 노래방 등 청소년들이 좋아하는 것이 즐비해있다. 또한 온갖 길거리 음식도 많으며, 유명스타들의 프로모션, 싸인회, 악수회, 콘서트도 자주 열린다.

## 같이 보기
- 시먼역